# جو غيلروي
جو غيلروي (بالإنجليزية: Joe Gilroy)‏ هو لاعب كرة قدم بريطاني في مركز الهجوم، ولد في 19 أكتوبر 1941 في غلاسكو في المملكة المتحدة. لعب مع نادي دندي ونادي فولهام ونادي كلايد ونادي مونتروز لكرة القدم.